# ثيراترون

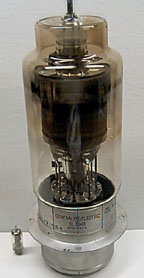
ثيراترون الهيدروجين العملاق GE ، المستخدم في الرادارات النبضية، بجانب ثيراترون 2D21 المصغر المستخدم لتحريك المرحلات في الصناديق الموسيقية. يبلغ طول الأنبوب المرجعي 2D21 2.125 بوصة (5.3975 سم).

ثيراترون وبالانجليزية (thyratron)هو نوع من أنبوب التفريغ التي تستخدم مفاتيح الكهرباء عالية الطاقة. تستطيع الثيراترونات التعامل مع تيارات أكبر بكثير من الأنابيب المفرغة الصلبة المماثلة. يحدث مضاعفة الإلكترون عندما يتأين الغاز، مما ينتج عنه ظاهرة تعرف باسم تفريغ تاونسند. تشمل الغازات المستخدمة بخار الزئبق ، والزينون، والنيون ، والهيدروجين (في التطبيقات ذات الجهد العالي أو التطبيقات التي تتطلب أوقات تبديل قصيرة جدًا). على عكس الانبوب المفرغ (الصمام)، لا يمكن استخدام الثيراترون لتضخيم الإشارات خطيًا.

## التاريخ
في عشرينيات القرن الماضي، تم اشتقاق الثيراترونات من أنابيب مفرغة مبكرة مثل UV-200، والتي تحتوي على كمية صغيرة من غاز الأرجون لزيادة حساسيتها ككاشف للإشارات الراديوية، وأنبوب التتابع LRS الألماني، والذي يحتوي أيضًا على غاز الأرجون. كما أن مقومات الغاز، التي سبقت الأنابيب المفرغة، مثل مصباح جنرال إلكتريك المملوء بالأرجون ومعدل حوض الزئبق، كان لها تأثير أيضًا. يُشار عادةً إلى إيرفينغ لانجمير وجي إس ميكلي من شركة جنرال إلكتريك كأول باحثين لدراسة التصحيح المتحكم به في أنابيب الغاز، حوالي عام 1914. ظهرت أول ثيراترونات تجارية حوالي عام 1928.
مصطلح «الثايرستور» مشتق من مزيج من «ثيراترون» و «ترانزستور». منذ الستينيات حل الثايرستور محل الثيراترونات في معظم التطبيقات منخفضة ومتوسطة الطاقة.

## الوصف

الرموز الأكثر استخدامًا في الولايات المتحدة وأوروبا للثيراترون (ترتبط الاختلافات عادةً بتمثيل الخيوط والكاثود)

تشبه الثيراترونات الأنابيب المفرغة في المظهر والبناء ولكنها تختلف في السلوك ومبدأ التشغيل. في الأنبوب المفرغ، تهيمن الإلكترونات الحرة على التوصيل لأن المسافة بين القطب الموجب والكاثود صغيرة مقارنة بمتوسط المسار الحر للإلكترونات. من ناحية أخرى، يتم ملء الثيراترون عن عمد بالغاز بحيث تكون المسافة بين القطب الموجب والكاثود قابلة للمقارنة مع متوسط المسار الحر للإلكترونات. هذا يسبب التوصيل في ثيراترون تهيمن عليه موصلية البلازما. بسبب الموصلية العالية للبلازما، فإن الثيراترون قادر على تبديل التيارات الأعلى من الأنابيب المفرغة التي تحدها شحنة الفضاء. يتمتع الأنبوب المفرغ بميزة أنه يمكن تعديل الموصلية في أي وقت بينما يمتلئ الثيراترون بالبلازما ويستمر في التوصيل طالما يوجد جهد بين الأنود والكاثود. يعمل مفتاح بيديو سبارك في نظام مماثل لمنحنى باشن مثل ثيراترون ويسمى أحيانًا ثيراترون كاثود بارد.
يتكون الثيراترون من كاثود ساخن وأنود وشبكة تحكم واحدة أو أكثر بين الأنود والكاثود في زجاج محكم الإغلاق أو مظروف خزفي مملوء بالغاز. يكون الغاز عادةً من الهيدروجين أو الديوتيريوم عند ضغط 300 إلى 500 م تور (40 إلى 70 باسكال). تحتوي الثيراترونات التجارية أيضًا على خزان هيدريد التيتانيوم وسخان مكمن يحافظان معًا على ضغط الغاز لفترات طويلة بغض النظر عن فقد الغاز.
تظل موصلية الثيراترون منخفضة طالما أن شبكة التحكم سلبية بالنسبة للكاثود لأن الشبكة تصد الإلكترونات المنبعثة من الكاثود. يتدفق تيار الإلكترون المحدود بشحنة الكترون من الكاثود عبر شبكة التحكم باتجاه الأنود إذا كانت الشبكة موجبة بالنسبة للكاثود. شحنة فضاء عالية بما فيه الكفاية تيار محدود يبدأ تفريغ تاونسند بين الأنود والكاثود. توفر البلازما الناتجة موصلية عالية بين الأنود والكاثود ولا تقتصر على الشحنات الفضائية. تظل الموصلية عالية حتى ينخفض التيار بين الأنود والكاثود إلى قيمة صغيرة لفترة طويلة بما يكفي بحيث يتوقف الغاز عن التأين. تستغرق عملية الاسترداد هذه من 25 إلى 75 μ s ويحد من معدلات تكرار الثيراترون إلى عدد قليل ك هرتز.

## التطبيقات

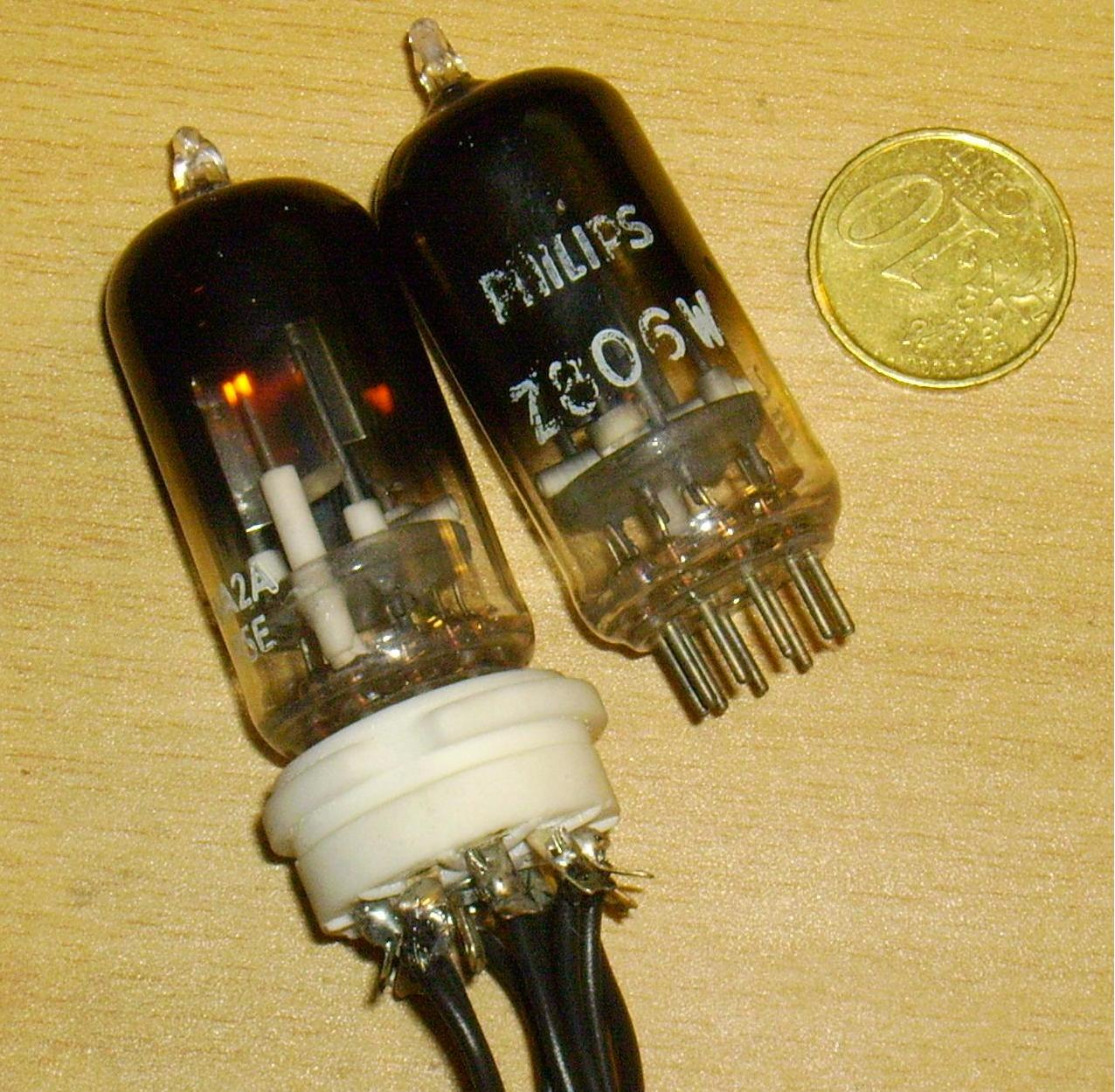
أنبوب مرحل نادر Z806W يستخدم في المصاعد

تم تصنيع الثيراترونات منخفضة الطاقة (أنابيب الترحيل وأنابيب الزناد) للتحكم في المصابيح المتوهجة أو المرحلات الكهروميكانيكية أو الملفات اللولبية، للعدادات ثنائية الاتجاه، لأداء وظائف مختلفة في آلات حاسبة ديكاترون، لكاشفات عتبة الجهد في مؤقتات RC ، إلخ. تم تحسين ثيراترونات التوهج لإخراج الضوء العالي لتفريغ الغاز أو حتى الفوسفور واستخدامه كسجلات تحول ذاتية العرض في شاشات عرض نقطية ذات تنسيق كبير ونص زاحف.
استخدام آخر للثيراترون كان في مذبذبات الاسترخاء. نظرًا لأن جهد تشغيل اللوحة أعلى بكثير من جهد إيقاف التشغيل، فإن الأنبوب يُظهر التباطؤ، ومع وجود مكثف عبره، يمكن أن يعمل كمذبذب ذو سن المنشار. يتحكم الجهد على الشبكة في جهد الانهيار وبالتالي فترة التذبذب. تم استخدام مذبذبات الاسترخاء الثيراترون في محولات الطاقة ودوائر اكتساح الذبذبات .
وجد أحد الثيراترون المصغر، الصمام الثلاثي 6D4 ، استخدامًا إضافيًا كمصدر ضوضاء قوي، عند تشغيله كصمام ثنائي (شبكة مرتبطة بالكاثود) في مجال مغناطيسي عرضي. تم ترشيحها بشكل كافٍ من أجل «التسطيح» («الضوضاء البيضاء») في نطاق الاهتمام، وقد تم استخدام هذه الضوضاء لاختبار أجهزة الاستقبال الراديوية وأنظمة المؤازرة وأحيانًا في الحوسبة التناظرية كمصدر ذو قيمة عشوائية.
تم تصميم ثيراترون RK61 / 2 المصغر الذي تم تسويقه في عام 1938 خصيصًا للعمل مثل الصمام الثلاثي الفراغي تحت جهد الإشعال، مما يسمح له بتضخيم الإشارات التناظرية ككاشف فائق التبريد الذاتي في مستقبلات التحكم اللاسلكي  وكان التطور التقني الرئيسي مما أدى إلى تطوير الأسلحة التي يتم التحكم فيها عن طريق الراديو في زمن الحرب والتطوير الموازي للنمذجة التي يتم التحكم فيها عن طريق الراديو كهواية.

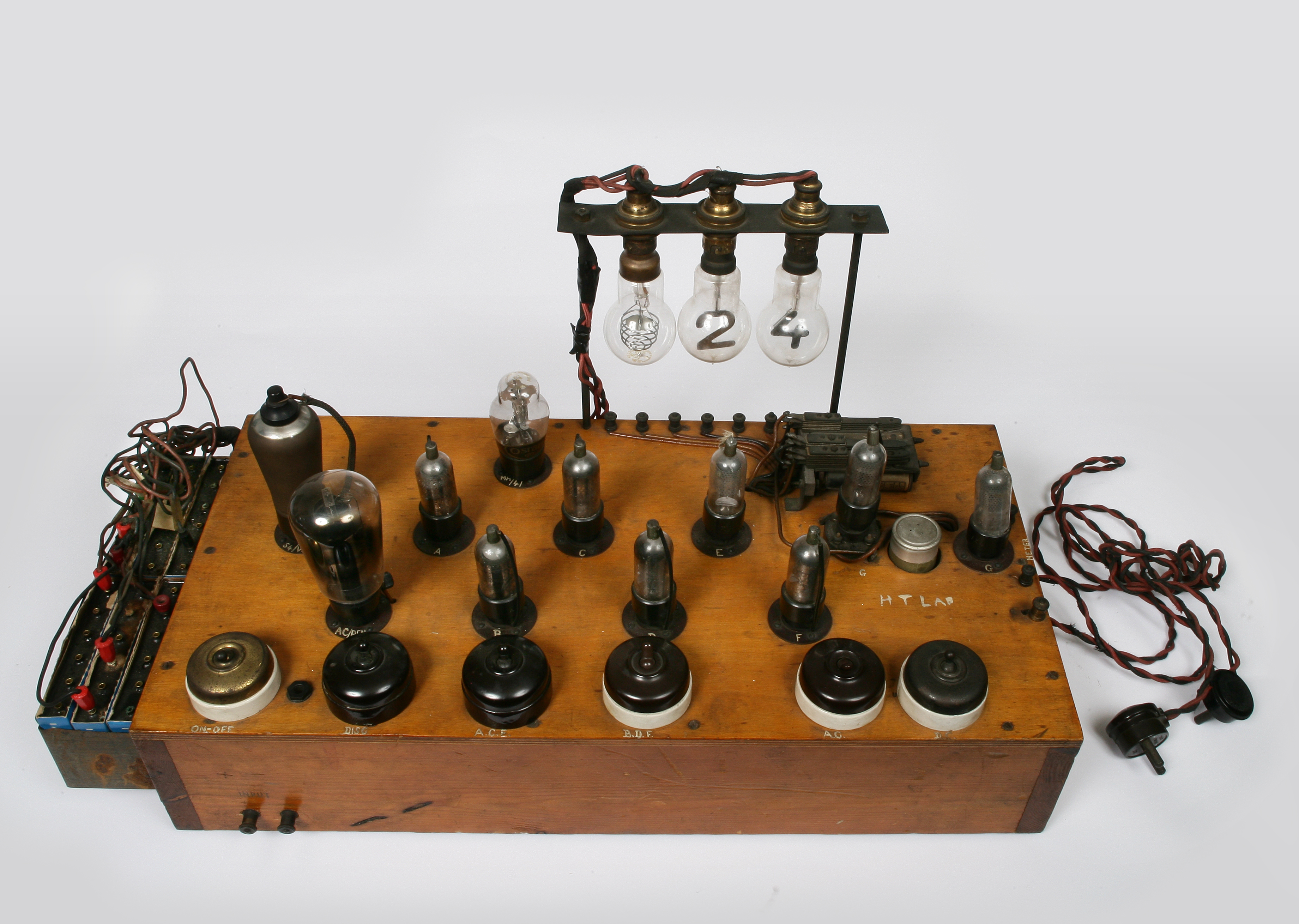
عداد مقياس واين ويليامز باستخدام الثيراترونات (بإذن من مختبر كافنديش ، جامعة كامبريدج ، المملكة المتحدة.)

استخدمت بعض أجهزة التلفاز المبكرة، وخاصة الموديلات البريطانية، الثيراترونات للمذبذبات الرأسية (الإطار) والأفقية (الخطية).
وجدت الثيراترونات ذات القدرة المتوسطة تطبيقات في أدوات التحكم في محرك أداة الماكينة، حيث يتم استخدام الثيراترونات، التي تعمل كمعدلات يتم التحكم فيها في الطور، في منظم حديد التسليح للأداة (من صفر إلى «السرعة الأساسية»، ووضع «عزم الدوران الثابت») وفي منظم مجال الأداة («السرعة الأساسية» إلى حوالي ضعف «السرعة الأساسية»، وضع «القدرة الحصانية الثابتة»). تشمل الأمثلة مخرطة Monarch Machine Tool 10EE ، التي استخدمت الثيراترونات من عام 1949 حتى استبدلت الأجهزة الصلبة الحالة في عام 1984.
الثيراترونات عالية الطاقة لا تزال تصنيعها، وتكون قادرة على تشغيل تصل إلى عشرات كيلو امبير (KA) وعشرات كيلو فولت (ك.ف). تشمل التطبيقات الحديثة محركات نبضية لمعدات الرادار النبضي ، وأشعة الليزر الغازية عالية الطاقة، وأجهزة العلاج الإشعاعي ، ومسرعات الجسيمات، وملفات تسلا والأجهزة المماثلة. تُستخدم الثيراترونات أيضًا في أجهزة الإرسال التلفزيونية UHF عالية الطاقة، لحماية أنابيب الإخراج الاستقرائي من القصور الداخلية، عن طريق تأريض مصدر الجهد العالي الوارد خلال الوقت الذي يستغرقه قاطع الدائرة لفتح المكونات التفاعلية واستنزافها لشحناتها المخزنة. وهذا ما يسمى عادة دائرة المخل .
تم استبدال الثيراترونات في معظم تطبيقات الطاقة المنخفضة والمتوسطة بأجهزة أشباه الموصلات المقابلة المعروفة باسم الثايرستور (تسمى أحيانًا المعدلات التي يتم التحكم فيها بالسيليكون أو SCR) والترياكات. ومع ذلك، فإن خدمة التبديل التي تتطلب جهدًا أعلى من 20 كيلو فولت وتتضمن فترات ارتفاع قصيرة جدًا تظل ضمن مجال الثيراترون.

## مثال على ثيراترون صغير

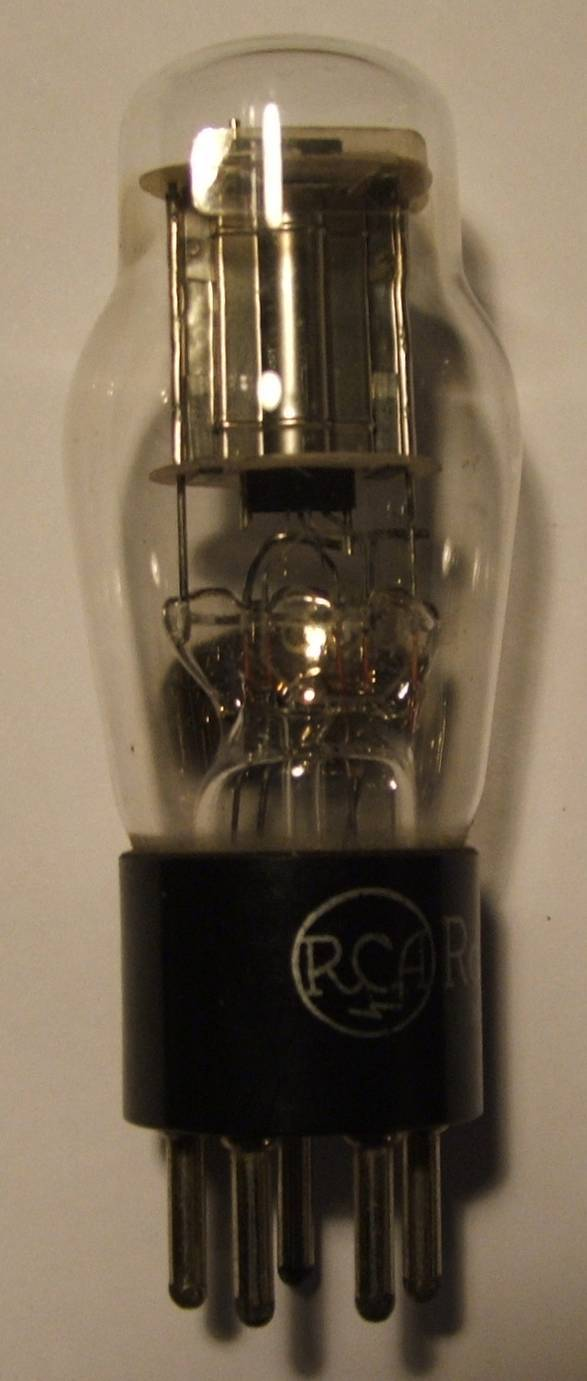
RCA ماركة 885 ترياودي ثيراترون

885 هو أنبوب ثيراترون صغير يستخدم غاز الأرجون. تم استخدام هذا الجهاز على نطاق واسع في دوائر القاعدة الزمنية لمراسم الذبذبات المبكرة في ثلاثينيات القرن الماضي. كان يعمل في دائرة تسمى مذبذب الاسترخاء. خلال الحرب العالمية الثانية، تم استخدام الثيراترونات الصغيرة المشابهة لـ 885 في أزواج لبناء قلاب، وهي خلايا «الذاكرة» التي استخدمتها أجهزة الكمبيوتر القديمة وآلات فك الشفرات. واستخدمت الثيراترونات أيضا ل مرحلة السيطرة على التيار المتردد (AC) مصادر الطاقة في شحن البطاريات والمخفتات الخفيفة، لكن هذه كانت عادة من أكبر القدرة على التعامل مع الحالية من 885. 885 هو نوع 2.5 فولت، 5 سنون من 884 / 6Q5.